# C17H25N3O
化学式C17H25N3O（摩尔质量：287.407 g/mol）可以指：
- 普罗沙唑（英语：Proxazole），CAS号：5696-09-3 ，柠檬酸盐CAS号：132-35-4
- 罗多喹（法语：Rhodoquine），CAS号：551-01-9

|  | 这个同类索引页列出了具有相同分子式的化学物（即同分異構體）条目。 除非您是有意链接至本页，否则应将相应条目的内部链接指向正确的条目。 |